# Madeline Winkler-Betzendahl
Madeline Winkler-Betzendahl (* 1899 in Berlin; † 1995 in Stuttgart) war eine deutsche Fotografin.

## Leben und Werke

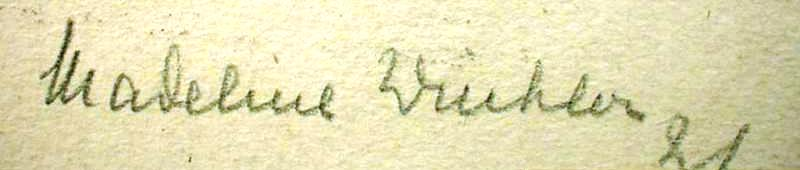
Signatur 1921

Madeline Winkler war die Tochter einer britischen Mutter und eines deutschen Vaters. Die Arzttochter studierte zunächst Malerei in Berlin und Paris. Nachdem die NS-Politik gegen sogenannte „entartete Kunst“ vorzugehen begonnen hatte, sah sie darin aber keine Zukunft mehr und begann, zunächst als Autodidaktin, zu fotografieren. Es folgte eine Ausbildung zur Bildberichterstatterin im Verein der Deutschen Presse in Berlin; das Examen legte Madeline Winkler 1942 ab. Als Fotografin konzentrierte sie sich auf die „unpolitische“ Theaterfotografie. Bekannt wurde sie durch Bilder von einer Clavigo-Inszenierung mit Will Quadflieg in der Hauptrolle. Sie wurde daraufhin Hausfotografin des Schiller-Theaters, arbeitete aber gelegentlich auch für andere Bühnen in Berlin. Während des Zweiten Weltkriegs heiratete sie den Marineoffizier Rudolf Betzendahl (1892–1978). Vor den Auswirkungen des Bombenkrieges floh sie nach Süddeutschland. Während ihr Archiv verlorenging, konnte sie zwei Leica-Kameras retten und begann in Stuttgart mit Modeaufnahmen für die Deutsche Illustrierte wieder mit ihrer Arbeit, ehe sie Hausfotografin am Stuttgarter Kammertheater wurde. Von 1948 bis 1982 hatte sie einen festen Vertrag mit dem Württembergischen Staatstheater. Neben Schauspielern porträtierte sie häufig auch Schriftsteller; unter anderem dokumentierte sie den Besuch Thomas Manns in Stuttgart 1955. Die Stuttgarter Zeitung beschäftigte Madeline Winkler-Betzendahl ab 1960 als Theaterfotografin. Viele ihrer Bilder wurden in Theater heute veröffentlicht. Der Süddeutsche Rundfunk brachte 1986 Es erinnert sich: Madeline Winkler-Betzendahl:
Madeline Winkler-Betzendahls Archiv befindet sich zum größten Teil im Deutschen Theatermuseum in München. Das Deutsche Literaturarchiv in Marbach am Neckar bewahrt einige Schriftstellerporträts der Fotografin.